# Trung tâm Nghiên cứu Khởi nghiệp Hồ Bạn Chiết Giang
Trung tâm Nghiên cứu Khởi nghiệp Hồ Bạn Chiết Giang (tiếng Trung: 浙江湖畔创业研学中心; Hán-Việt: Chiết Giang Hồ Bạn Sáng nghiệp Nghiên học Trung tâm; bính âm: Zhèjiāng Húpàn Chuàngyè Yánxué Zhōngxīn) là doanh nghiệp tư nhân ở Hàng Châu, Chiết Giang, Trung Quốc. Dù sớm sử dụng "đại học" làm hậu tố nhưng doanh nghiệp này chưa bao giờ được công nhận hoặc đăng ký là cơ sở giáo dục.
Nhà sáng lập Tập đoàn Alibaba là Mã Vân đã lập nên doanh nghiệp này vào năm 2015.

## Lịch sử
Năm 2015, Mã Vân và một số giám đốc điều hành doanh nghiệp khác đã quyết định thành lập một trường kinh doanh có trụ sở tại Trung Quốc. Tổ chức này có 8 người đồng sáng lập bao gồm Mã Vân, Phùng Luân, Quách Quảng Xương, Sử Ngọc Trụ, Thẩm Quốc Quân, Tiền Dĩnh Nhất, Sái Hồng Tân và Thiệu Hiểu Phong.
Mã Vân lấy tên Hồ Bạn, có nghĩa là "bên hồ", từ căn hộ mà ông sống khi đồng sáng lập Alibaba vào năm 1999. Lakeside Gardens là nơi 18 nhân viên đầu tiên của Alibaba làm việc cùng nhau trong những ngày đầu của công ty. Ngoài ra, cơ sở này còn cung cấp các lớp học trực tuyến.
Mã Vân đã từ chức chủ tịch vào năm 2021. Tổ chức này tuyên bố sẽ tái cơ cấu, bao gồm đổi tên thành Trung tâm Nghiên cứu Khởi nghiệp Hồ Bạn Chiết Giang và tách khỏi Mã.

## Cựu học viên
- Tôn Vũ Thần, chủ doanh nghiệp tiền điện tử[14]
- Hồ Ngạn Bân, ca sĩ kiêm nhạc sĩ và nhà sản xuất[15]